# 加达达
加达达（Gadhada），是印度古吉拉特邦Bhavnagar县的一个城镇。总人口26751（2001年）。

## 人口
该地2001年总人口26751人，其中男性13890人，女性12861人；0—6岁人口4162人，其中男2216人，女1946人；识字率62.04%，其中男性为69.58%，女性为53.90%。